# Бојан Ђорђић
Бојан Ђорђић (рођен 6. фебруара 1982. у Београду) је бивши шведски фудбалер српског порекла.

## Каријера
Ђорђић је рођен у Београду, али је одрастао у Шведској где је његов отац Ранко играо фудбал и касније остао да живи. Фудбалом је почео да се бави у Шведској, па је после сезоне у дресу Бромапојкарне у којој је одиграо шест утакмица прешао у редове тадашњег шампиона Европе Манчестер јунајтеда 1999. године. Од 1999. до 2004. био је члан славног клуба са Олд Трафорда, али је у том периоду три пута био на позајмицама, између осталог и у Црвеној звезди.
Почетак у Манчестеру био је охрабрујући за њега, тако да је Алекс Фергусон у подмлатку имао нову наду светског фудбала. Млади Ђорђић је својим сјајним партијама против својих вршњака стигао до трофеја “Џими Марфи“ у сезони 1999/00, који се додељује најбољем младом фудбалеру клуба. Није много времена прошло ни до његовог дебија за први тим “црвених ђавола“. У игру је ушао уместо славног Рајана Гигса 15. маја 2001. године против шкотског Селтика у ревијалном мечу. Ипак, за све те године у Јунајтеду је одиграо само два лигашка меча. Већ у сезони 2001/02. послат је на позајмицу у Шефилд венсдеј, где се као врло млад фудбалер није наиграо. Добио је прилику на шест сусрета, да би у сезони 2002/03. на каљењу у данском Архусу уписао 26 наступа.
У лето 2003. године Ђорђић је стигао Црвену звезду као позајмљени играч Манчестер Јунајтеда. Под вођством Славољуба Муслина црвено-бели су склопили респектабилан састав, а доласком Ђорђића екипа је додатно добила на квалитету. За „црвено-беле” је одиграо 24 утакмице у свим такмичењима и постигао један гол, и то какав, сјајним лоб ударцем против данског Одензеа у Купу УЕФА у победи од 4:3. Освојио је дуплу круну са црвено-белима и био део генерације у којој су играли Никола Жигић, Марко Пантелић, Немања Видић...
Пут га је даље одвео у шкотски Ренџерс, где се кратко задржао 2005. године одигравши пет утакмица, да би од 2005. до 2007. године за енглески Плимут забележио четири поготка у 44 меча. У Шведску се вратио 2008. године, где је до 2010. одиграо 43 утакмице за АИК из Стокхолма, освојио титулу и Куп 2009, као и Суперкуп 2010. године. Стигао је и до Мађарске, где је у сезони 2010/11. постао шампион са Видеотоном, али није био стандардан, јер је забележио само четири наступа. Наставио је да мења клубове и земље као на траци, па је 2012. године одиграо пет утакмица за белгијски Антверпен, а у сезони 2012/13. поново је заиграо за Бромапојкарну после скоро деценију и по. Забележио је 25 утакмица, да би у 2014. уписао 13 утакмица за Васалунд, а у другој половини 2014. године пут га је одвео у Индију, где је играо за Ченај.
У периоду од 1999. до 2000. године одиграо је 20 сусрета за репрезентацију Шведске до 20 година уз један погодак, а од 2001. до 2003. је за младу селекцију ове скандинавске земље уписао девет мечева и један постигнут гол. Ипак, како се његова каријера није развијала према очекивањима, никада није облачио дрес сениорске репрезентације.

## Трофеји

### Црвена звезда
- Прва лига Србије и Црне Горе (1) : 2003/04.
- Куп Србије и Црне Горе (1) : 2003/04.

### АИК
- Прва лига Шведске (1) : 2009.
- Куп Шведске (1) : 2009.
- Суперкуп Шведске (1): 2010.

### Видеотон
- Прва лига Мађарске (1) : 2010/11.